# Dumitru Drăghicescu
Dumitru Drăghicescu (n. 4 mai 1875, comuna Zăvoieni, județul Vâlcea – d. 14 septembrie 1945) a fost un diplomat, filozof, politician și sociolog român. A fost membru al grupului de recunoaștere a drepturilor românilor de a avea un stat național în granițele lor etnice la Congresul Naționalităților Oprimate din Imperiul Austro-Ungar, ținut la Roma între 9 – 12 aprilie 1918.

## Biografie

### Anii de liceu
După absolvirea școlii primare în satul său, Dumitru Drăghicescu s-a înscris la Liceul Carol din Craiova, unde a avut privilegiul de a avea o pleiadă remarcabile de profesori, printre care se impunea cel de matematici, Constantinescu (Daoa), și care nu era nimeni altul decât tatăl viitorului savant Gogu Constantinescu. Acest "mare pedagog," – așa cum scria în anul 1940 sociologul de mai târziu, Dumitru Drăghicescu  – a exercitat o influență decisivă în stimularea interesului său pentru științele socio-umane ale viitorului mare sociolog și i-a format spiritul realist în cercetarea fenomenelor sociale și a relațiilor omenești.
După ce și-a susținut examenul de bacalaureat, s-a înscris ca audient la Facultatea de Drept din București, dar a frecventat simultan și cursurile de la Filosofie, de care a rămas apoi atașat până la sfârșit. A audiat cursurile lui Titu Maiorescu, C. Dumitrescu-Iași, C. Rădulescu-Motru ș.a.

### Doctoratul la Paris
În ianuarie 1901, după trecerea examenului de licență cu subiectul Influența lui Kant asupra lui August Comte, a plecat la Sorbona, în vederea obținerii titlului de doctor în sociologie.  Atât la "École des Hautes Études Morales et Sociales", cât și la "Collége de France" a avut privilegiul să audieze cursurile unor profesori de incontestabilă valoare știintifică, precum Emile Durkheim, Gabriel Tarde, Henri Bergson, Théodule Armand Ribot.
În 1904, la 17 mai, îsi susține teza de doctorat sub conducerea lui Emile Durkheim, fiind primul român titrat la Paris în sociologie. Teza de doctorat este intitulată Du rôle de l'individu dans le déterminisme social.

### Activitate didactică în țară
Întors în tară, a suplinit sporadic în învățământul secundar, funcționând la diferite catedre de limbă franceză, pentru ca în aprilie 1905 să fie numit conferențiar la catedra de sociologie a Universității din Bucuresti, unde a funcționat până în anul 1910.

### Activitate politică
A fost deputat și senator (1925). După primul război mondial, l-a însoțit pe Nicolae Titulescu la Liga Națiunilor.

### Sfârșitul primului război mondial
Între 1916 – 1918 s-a aflat la Paris, pentru a promova interesele României în occident și pentru a convinge străinătatea de dreptul inalienabil al poporului român la unitate națională deplină. La Paris, împreună cu Traian Vuia a inițiat publicarea de lucrări istorice și etnografice, precum și a unor articole în presa franceză, pentru a se reliefa politica de deznaționalizare a autorităților țariste și ungare față de popoarele aflate sub dominația lor. În acest scop, Drăghicescu a scris trei broșuri: La Transylvanie (Paris, 1918), La Bessarabie (Paris, 1918) și Les roumains de Hongrie (Paris, 1918), în care autorul argumentează caracterul românesc al acestor provincii cotropite și supuse maghiarizării, respectiv rusificării. Drăghicescu evidențiază falsurile propagandei contelui Appónyi, referitoare la așa-zisa „soluționare a problemei naționale prin trecerea timpului”. În același timp, Traian Vuia a elaborat scrierea La Bukovine et Le Banat.

### „Congresul Nationalităților” de la Roma
La Congresul Naționalităților Oprimate din Imperiul Austro-Ungar, care s-a ținut la Roma, între 9 – 12 aprilie 1918, Dumitru Drăghicescu, împreună cu dr. Nicolae Lupu, Simion Mândrescu și Gh. G. Mironescu a desfășurat o activitate prodigioasă, obținând din partea tuturor națiunilor participante acordul ferm de a se recunoaște românilor dreptul la unitatea în granițele lor etnice și de a fi în continuare considerați ca parteneri ai coaliției beligerante.

### Diplomat român
Între anii 1934 și 1936 a fost primul ambasador plenipotențiar al României în Mexic.

### Moartea sa
La 14 septembrie 1945 Dumitru Drăghicescu s-a sinucis, lăsând în urmă o valoroasă operă scrisă, dar și manuscrisul unei trilogii, din care au apărut primele două volume în limba franceză și care, de fapt, sunt necunoscute publicului românesc.

## Demersul științific în  „Din psihologia poporului român”
Cartea lui Dumitru Drăghicescu „Din psihologia poporului român” constituie o monografie asupra sufletului național român. Sociologul arăta că în abordarea unei astfel de teme trebuie să prevaleze „încercarea de cunoaștere și recunoaștere a neamului și pentru cunoștința exactă de sine." Pentru aceasta, era necesară o obiectivitate desăvârșită în studierea caracteristicilor etnopsihologice și în redarea acestora, astfel încât să se consemneze atât „însușirile rele" produse de „împrejurări nefericite ale istoriei", cât și „bunele însușiri, tăriile intelectuale și morale, însușirile sufletești de care dispunem..."
Al doilea remediu invocat de Drăghicescu pentru redresarea și desăvârșirea noastră națională  se referă la „încrederea în noi înșine". Sociologul spunea în această analiză că a venit timpul „să ne bizuim pe noi înșine", pe „forțele noastre materiale și morale." În felul acesta, ideea „recunoașterii puterii noastre de a fi prin noi înșine" era ridicată la rangul unei noi paradigme sociale și devenea un principiu programatic al afirmării noastre în lume.
Principiile generale după care se călăuzește Drăghicescu în demersul său științific sunt astfel formulate de autor: „...ne vom sili, în cercetările noastre, să fixăm, pe cât este posibil, originea, filiațiunea și evoluțiunea caracterului nostru etnic. Vom căuta să stabilim legătura probabilă dintre trăsăturile și țesătura sufletului nostru cu evenimentele istorice și sociale în care el s-a plămădit, cari l-au determinat, cari l-au alterat sau desăvârșit. Într-un cuvânt, vom năzui să stabilim evenimentele istorice mai însemnate, din care izvoresc stările sufletești generale ale neamului nostru.”

## Scrieri
- Le probleme du déterminisme social, Paris, 1903
- Raporturile dintre drept și sociologie, București, 1904
- Du rôle de l' individu dans le déterminisme social, Thèse presentée à la Faculté des lettres de Paris, Paris, 1904
- Din psihologia poporului român (Introducere), București, Librăria Leon Alcalay, 1907 [Cu dedicația: Domnilor Ioan Kalinderu și Const. Dissescu]
- Creștinism și democrație, 1909
- Înțelesul jertfei pentru patrie, București, Librăria L. Alcalay, 1916
- Le Renouveau religieux et la guerre mondiale, București, Librăria Satea, 1916
- La Transylvanie: esquisse historique, ethnographique et statistique, prefață de Emile Boutroux Librăria Félix Alcan, Paris,1918
- Les Problémes nationaux de l' Autriche-Hongrie, Ed. Bossard, Paris, 1918
- La Bessarabie et le droit des peuples. Préface de Etienne Fournol, Librăria Félix Alcan,  Paris, 1918
- La lutte sociale et politique en Transylvanie, 1918
- Les Roumains de Serbie, Paris, 1919
- Evoluția ideilor liberale, București, 1921
- Partidele politice și clasele sociale, 1922
- Problema monetară din punct de vedere social, 1924
- L'intervention roumaine dans la guerre mondiale, Paris, f. an
- Reforma electorală, 1926
- La réalitė de l' Esprit, Paris, 1928
- Verité et révélations: vers une nouvelle idée de Dieu , 2 volume, 1934
- Dumitru Drăghicescu. Din Psihologia Poporului Român, Editura Vicovia, Bacău, 2013, ISBN 978-606-8541-22-8;
- Dumitru Drăghicescu. Dumitru Drăghicescu despre unirea românilor cu românii. Ediție îngrijită și prefață de prof.univ.dr. Virgiliu Constantinescu. București, Fundația România de Mâine, 2018;
- Dumitru Drăghicescu. Dumnezeu și destinul Universului. Ediție îngrijită de Lazăr Cârjan și Ioan Octavian Rudeanu. București, Editura Solaris Print, 2011;
- Dumitru Drăghicescu. Izvoarele etnice ale sufletului românesc. Brașov, Mica bibliotecă românească, s.a;
- Dumitru Drăghicescu. La Transilvanie: esquisse historique, géographique, ethnographique et statistique. Préface de M. Emile Boutroux. București, Editura Albatros, 1997;
- Dumitru Drăghicescu. Noua cetate a lui Dumnezeu. Vol. I - Calea sau Cum justifică filosofia istoriei Societatea Națiunilor și ideologia sa: neo-creștinismul. București, Editura Paideia, 2015;
- Dumitru Drăghicescu. Ontologia umană. București, Editura Științifică și Enciclopedică, 1987.